# Ozegahara
Ozegahara (尾瀬ヶ原, Oze-ga-hara) est un marais de haute altitude situé dans le parc national d'Oze au Japon.

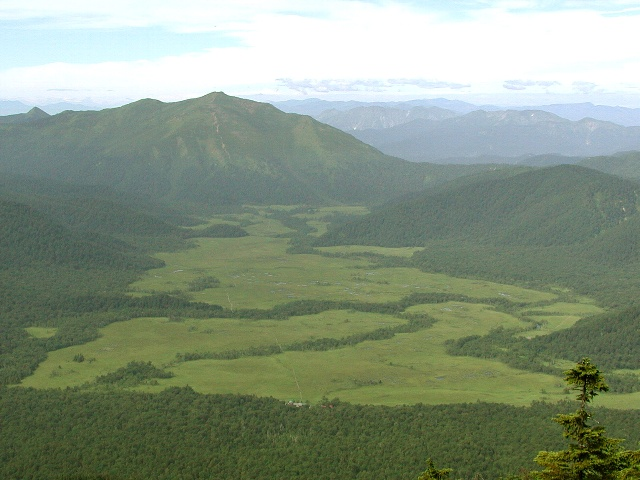
Ozegahara, préfecture de Gunma au Japon.

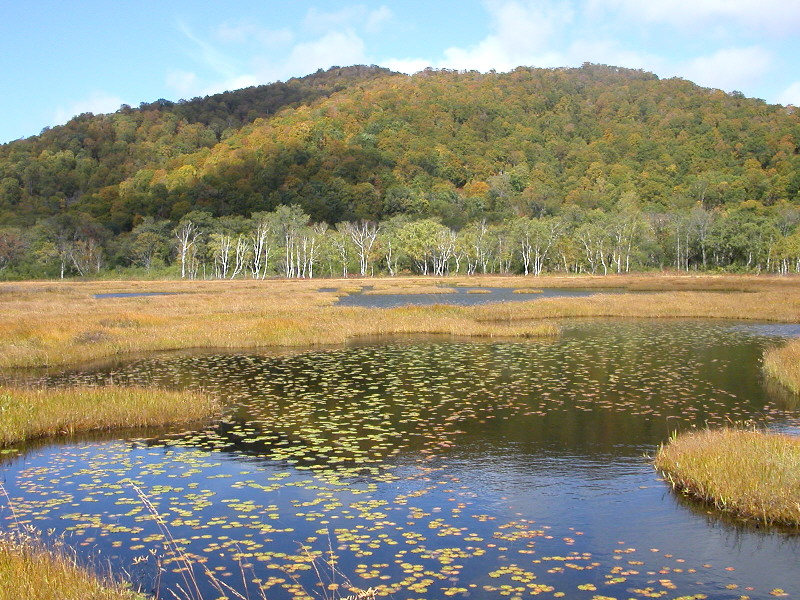
à Oze

D'une superficie d'environ 8 km2, le marais est bien connu pour ses différentes espèces de plantes, dont le mizu-bashō (lysichite blanc), l'hemerocallis esculenta (Hemerocallis dumortieri var. esculenta) et le watasuge (Eriophorum vaginatum). C'est par ailleurs un endroit populaire pour la pratique de la randonnée pédestre.
Le site est classé site Ramsar depuis le 8 novembre 2005.